# Dalton, Minnesota
Dalton là một thành phố thuộc quận Otter Tail, tiểu bang Minnesota, Hoa Kỳ. Năm 2010, dân số của thành phố này là 253 người.

## Dân số
- Dân số năm 2000: 258 người.
- Dân số năm 2010: 253 người.